# Huernia schneideriana
Huernia schneideriana är en oleanderväxtart som beskrevs av Alwin Berger. Huernia schneideriana ingår i släktet Huernia och familjen oleanderväxter. Inga underarter finns listade i Catalogue of Life.